# Arcidiocesi di Pario
L'arcidiocesi di Pario (in latino Archidioecesis Pariana) è una sede soppressa del patriarcato di Costantinopoli e una sede titolare della Chiesa cattolica.

## Storia
Pario, che corrisponde alla località di Kamares (Kemer) nell'odierna Turchia, è un'antica sede arcivescovile della provincia romana dell'Ellesponto nella diocesi civile di Asia. Essa faceva parte del patriarcato di Costantinopoli.
Secondo Le Quien, il vescovo Gregorio è il primo a fregiarsi del titolo di arcivescovo nel concilio ecumenico dell'869. Dopo l'XI secolo sembra che Pario fu unita con la sede di Pege, città che si trovava nelle immediate vicinanze di Pario.
Gams attesta l'esistenza di un vescovo latino di Pario, menzionato nel 1209, ma il cui nome resta sconosciuto.
Dal XIX secolo Pario è annoverata tra le sedi arcivescovili titolari della Chiesa cattolica; la sede è vacante dall'11 marzo 1968.

## Cronotassi

### Arcivescovi greci
- Eustazio † (prima del 364)[2]
- Esichio † (prima del 400 - dopo il 431)[3]
- Talassio † (prima del 451 - dopo il 459)[4]
- Stefano † (menzionato nel 680)
- San Basilio I †
- Sisinnio † (menzionato nel 787)
- Basilio II †
- Eutimio † (circa IX secolo)[5]
- Gregorio † (menzionato nell'869)
- Fozio † (menzionato nell'879)
- Filippo † (menzionato nel 997)
- Costantino † (circa XI secolo)[5]

### Arcivescovi titolari
- Alexander Smith † (6 luglio 1847 - 15 giugno 1861 deceduto)
- Louis-Charles Buquet † (1º ottobre 1863 - 17 gennaio 1872 deceduto)
- Michel Rosset † (26 giugno 1876 - 18 dicembre 1876 confermato vescovo di Saint-Jean-de-Maurienne)
- Marcellino Berardi, O.C.D. † (17 agosto 1877 - 21 marzo 1892 deceduto)
- Claude Bardel † (18 maggio 1894 - 19 aprile 1897 confermato vescovo di Séez)
- Emmanuel Alfonso van den Bosch, O.F.M.Cap.  † (5 maggio 1897 - 15 ottobre 1921 deceduto)
- Luis Antonio de Mena Steinkoft † (21 aprile 1922 - 7 maggio 1942 deceduto)
- Eugeniusz Baziak † (1º marzo 1944 - 22 novembre 1944 succeduto arcivescovo di Leopoli)
- Aleksandr Evrejnov † (19 marzo 1947 - 20 agosto 1959 deceduto)
- Segundo García de Sierra y Méndez † (20 novembre 1959 - 7 febbraio 1964 nominato arcivescovo di Burgos)
- Philippe Nguyễn Kim Điền, P.F.I.  † (30 settembre 1964 - 11 marzo 1968 succeduto arcivescovo di Huê)